# Herta Slabina
Herta Slabina (* 11. Oktober 1931 in Wien) ist eine österreichische ehemalige Politikerin (SPÖ) und Regierungsrätin.

## Leben und Karriere
Herta Slabina wurde am 11. Oktober 1931 in Wien geboren und besuchte hier unter anderem ab dem September 1946 die Handelsakademie Schönborngasse, die sie im Jahre 1950 mit der Matura abschloss. In weiterer Folge war sie als Beamtin im Öffentlichen Dienst tätig. Als solche gehörte sie unter anderem dem Bundesministerium für Wissenschaft und Forschung an. Am 28. September 1984 löste die damals 52-Jährige Hans Ludwig im Wiener Gemeinderat und Landtag ab und gehörte diesem in der restlichen Zeit der 13. Wahlperiode an. Den 10. Wiener Gemeindebezirk Favoriten vertrat sie daraufhin auch als SPÖ-Mitglied in der 14. Wahlperiode, in der sie zudem von 15. Dezember 1989 bis 1. März 1991 als fünfte Vorsitzende, sowie von 1. März 1991 bis 9. Dezember 1991 als zweite Vorsitzende des Wiener Gemeinderates in Erscheinung trat. Mit ihrem Ausscheiden aus dem Wiener Gemeinderat und Landtag trat Slabina im Jahre 1991 61-jährig ihre Pension an und begann in weiterer Folge aktiv beim Bund Sozialistischer Freiheitskämpfer in diversen Funktionen mitzuarbeiten. Bereits zu ihrer aktiven Zeit in der Politik setzte sie sich für Frauenangelegenheiten, Kampf gegen Diskriminierung jeder Art, Beratung und Unterstützung behinderter bzw. älterer Menschen, Integrations- und Verständniswerbung für Ausländer, Tierschutz, Solidarität im Gesundheits- und Pensionswesen oder den Kampf gegen Armut ein.
Am 20. Oktober 1992 wurde ihr mit Beschluss der Wiener Landesregierung das Goldene Ehrenzeichen für Verdienste um das Land Wien verliehen, welches ihr in weiterer Folge am 21. Dezember 1992 überreicht wurde. Noch heute ist Slabina Ehrenvorsitzende des Bezirksfrauenkomitees Favoriten, Vorsitzende der Bezirksgruppe der Freiheitskämpfer von Favoriten und Finanzreferentin des Bundes, sowie Stellvertreterin des Landesvorsitzenden der Freiheitskämpfer Wien.
Beim Festakt zum 80-jährigen Gedenken an die Februarkämpfe 1934, sowie der Enthüllung des Mahnmals für die Opfer der Kämpfe nahm Slabina im Frühjahr 2014 zusammen mit ihrem Ehemann Albin teil. Noch heute (Stand: 2018) lebt Slabina mit ihrem Ehemann in ihrem Heimatbezirk Favoriten.

## Ehrungen
- 1992: Goldenes Ehrenzeichen für Verdienste um das Land Wien
- 2007  Otto Bauer Plakette